# Wikipedia in minangkabau
La Wikipedia in minangkabau (Wikipedia bahaso Minang), spesso abbreviata in min.wikipedia o min.wiki, è l'edizione in lingua minangkabau dell'enciclopedia online Wikipedia.

## Storia
È stata aperta il 7 febbraio 2013.

## Statistiche
La Wikipedia in minangkabau ha 228 449 voci, 473 150 pagine, 21 324 utenti registrati di cui 41 attivi, 5 amministratori e una "profondità" (depth) di 7.7201 (al 5 luglio 2025).
È la 51ª Wikipedia per numero di voci ma, come "profondità", è la 65ª fra quelle con più di 100.000 voci (al 5 luglio 2025).

## Cronologia
- 24 marzo 2013 — supera le 1000 voci
- 3 settembre 2013 — supera le 10.000 voci
- 5 settembre 2013 — supera le 50.000 voci ed è la 67ª Wikipedia per numero di voci
- 7 settembre 2013 — supera le 100.000 voci ed è la 47ª Wikipedia per numero di voci
- 9 settembre 2013 — supera le 150.000 voci ed è la 38ª Wikipedia per numero di voci
- 10 settembre 2013 — supera le 200.000 voci ed è la 31ª Wikipedia per numero di voci